# Allium gusaricum
Allium gusaricum är en amaryllisväxtart som beskrevs av Eduard August von Regel. Allium gusaricum ingår i släktet lökar, och familjen amaryllisväxter. Inga underarter finns listade i Catalogue of Life.